# Marie Gaudreau
 (août 2025).
Motif : Insuffisamment de sources secondaires démontrant le notoriété requise pour un article Cf WP:CAA et WP:NPER
- Archive Wikiwix
- Bing
- Cairn
- DuckDuckGo
- E. Universalis
- Gallica
- Google
- G. Books
- G. News
- G. Scholar
- Persée
- Qwant
- (zh) Baidu
- (ru) Yandex
- (wd) trouver des œuvres sur Wikidata

| 1. | Préciser le motif de la pose du bandeau. | Précisez le motif de la pose du bandeau en utilisant la syntaxe suivante : {{admissibilité à vérifier\|date=août 2025\|motif=remplacez ce texte par le motif}}                      |
| 2. | Informer les utilisateurs concernés.     | Pensez à avertir le créateur de l'article, par exemple, en insérant le code ci-dessous sur sa page de discussion : {{subst:avertissement admissibilité à vérifier\|Marie Gaudreau}} |

Marie Gaudreau est une romancière et nouvelliste, née à Trois-Rivières au Québec  en 1957.

## Œuvres publiées

### Romans
- Les Âmes sœurs, VLB éditeur, 1991
- Les Faux Départs, VLB éditeur, 1992
- La Fille adoptive, Lanctôt éditeur, 2001

### Nouvelles
- Des histoires comme ça, ça ne s'invente pas, Lanctôt éditeur, 2003